# Distretto di Santiago de Chilcas
Il distretto di Santiago de Chilcas è un distretto del Perù nella provincia di Ocros (regione di Ancash) con 423 abitanti al censimento 2007 dei quali 350 urbani e 73 rurali.
È stato istituito il 19 novembre 1958.